# Hoplacephala lateralis
Hoplacephala lateralis är en tvåvingeart som beskrevs av Charles Howard Curran 1928. Hoplacephala lateralis ingår i släktet Hoplacephala och familjen köttflugor.
Artens utbredningsområde är Kenya. Inga underarter finns listade i Catalogue of Life.